# Snihurivka, Lanivți
Snihurivka (în ucraineană Снігурівка) este localitatea de reședință a comunei Snihurivka din raionul Lanivți, regiunea Ternopil, Ucraina.

## Demografie
Componența lingvistică a localității Snihurivka
     Ucraineană (99,64%)
     Alte limbi (0,36%)
Conform recensământului din 2001, majoritatea populației localității Snihurivka era vorbitoare de ucraineană (99,64%), existând în minoritate și vorbitori de alte limbi.